# Admonti kódex
Az Admonti kódex a legrégibb magyar törvénykönyvek nem teljes, latin szövegű kézirata. 1956-ban restaurált fehér bőrkötés védi a 165 pergamenlapot, melyből 8 lapot, I. István magyar király törvényeit, másolattal helyettesítettek, mivel azok Magyarországra kerültek.

## Jelentősége

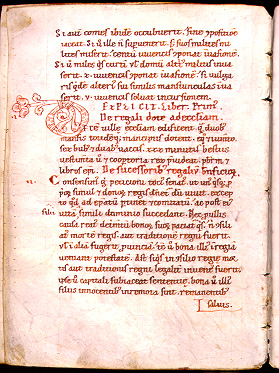
Az Admonti kódex egy lapja

István, László és Könyves Kálmán királyok dekrétumainak eddig ismert legpontosabb szövegét tartalmazza összefűzve.
A törvényeket német mintára fogalmazták, de a cikkelyekben a sajátos magyarországi viszonyokat is figyelembe vették. A második törvénykönyvet feltehetően I. András idejében szerkeszthették egybe.  

## Története
A kódex összeállítása az 1100-as években történt, a benne foglalt másolatok eltérő helyeken és időben készültek. Az 1370-ben, a könyvtári gyűjtemény összeírásakor tévesen az ókori római jog alapművének, a Codex Iustinianus egy másolatának gondolták.
Tartalmát a modern kor számára Wilhelm Wattenbach német tudós fedezte fel 1846-ban a stájerországi, admonti bencés kolostor könyvtárában, ez volt a 712. számozású kötet.
A legértékesebb 8 lapot, I. István magyar király törvényeit 1934-ben kimetszették, Hóman Bálint miniszter hozzájárulásával 20 ezer pengőért megvette a Országos Széchényi Könyvtár, ahol jelenlegi jelzete: Clmae 433. Cs.G.K.  Lantos Adolf aki a lapok megvásárlását intézte, akkor elkészítette és  jegyzetekkel együtt kiadta hasonmás változatát 300 példányban.